# Bekerpoliepzwammetje
Het bekerpoliepzwammetje (Microthecium brevirostre) is een schimmel behorend tot de familie Ceratostomataceae. Deze biotrofe parasiet leeft in loofbossen op rijke klei.

## Verspreiding
In Nederland komt het uiterst zeldzaam voor.